# Саламзаде, Гамер Али Кули кызы
Гамер Али Кули кызы Саламзаде (в девичестве Наджафзаде; азерб. Qəmər Əliqulu qızı Salamzadə; 5 мая 1908, Нахичевань, Кавказское наместничество — 20 апреля 1994, Баку) — азербайджанский и советский кинорежиссёр и сценарист, сотрудница журнала «Гобустан» и газеты «Ədəbiyyat və  incəsənət» («Культура и искусство»), редактор радио и телевидения. Первая азербайджанская женщина-кинорежиссёр.

## Биография
Гамер Наджафзаде родилась 5 мая 1908 года в городе Нахичевань в семье поэта и публициста Али Кули Наджафзаде, известного под псевдонимом Гемгюсар. В 1912 году семья переехала в Тифлис. Её отец сотрудничал с издававшимся в Тифлисе сатирическим журналом «Молла Насреддин» и другими газетами, где публиковал свои стихи и фельетоны. В марте 1919 года он был убит в Тифлисе меньшевиками и Гамер воспитывалась у своего дяди (брата отца) Рза Кули Наджафова.
После окончания средней школы в 1929 году Гамер уехала в Москву, где поступила в Государственную школу кинематографии. Проходила практику у кинорежиссёра Александра Довженко. Окончив школу, Гамер вернулась в Баку, где в период с 1931 по 1932 год наряду с режиссёром Рзой Тахмасибом, художниками Саламом Саламзаде (за которого позднее вышла замуж) и Рустамом Мустафаевым училась в аспирантуре. В этот период она написала сценарии к фильмам «Натаван» и «Низами».
В 1932 году была ассистентом режиссёра фильма «Безрукие люди», рассказывающего о молодых людях, начинающих независимую жизнь. В 1935 году Гамер Саламзаде была вторым режиссёром фильма «Танцующие черепахи», снятого по мотивам одноимённого рассказа Абдуллы Шаига. В 1937 году была сорежиссёром фильма «Буйная ватага», повествующего о жизни учеников бакинской интернациональной школы.
В 1944 году, когда киностудией руководил писатель Мехти Гусейн, Саламзаде была поручена первая независимая работа. Так, она стала сценаристом и главным режиссёром документального фильма «Песня исцеления» о враче Усние Дияровой. Помимо этого она была ассистентом режиссёра таких фильмов, как «Золотой куст» (1930), «Сабухи» (1941), «Одна семья» (1943).
Саламзаде является автором книги «Мир, видимый из маленького окна» (Баку, 1990, 154 с.).
В марте 2008 года был отмечен 100-летний юбилей Саламзаде.

## Семья
Гамер Саламзаде была супругой народного художника Азербайджана Салама Саламзаде.